# Браво, Хулиан
Хулиан «Хулиансито» Браво (исп. Julian «Juliancito» Bravo) (1956, Испания) — бывший мексиканский актёр и нынешний предприниматель.

## Биография
Родился в 1956 году в Испании, в возрасте 7 лет вместе с родителями переехал в Мехико. В мексиканском кинематографе дебютировал в 1965 году и до 2001 года в Мексике снялся в 30 работах в кино и телесериалах, настоящей удачей актёра можно назвать телесериалы Живу ради Елены и Страсти по Саломее, которые были проданы во многие страны мира и актёр вышел на мировой уровень. После исполнения роли в телесериале Страсти по Саломее, который оказался наиболее популярным, чем сериал Живу ради Елены, он понял, что добился самой настоящей популярности и мирового признания и оставил карьеру актёра и стал предпринимателем. В данной должности он работает и поныне.

## Фильмография

### Мексика

#### Телесериалы телекомпанииTelevisa
- 1973 — Помощницы Бога — Габриэль.
- 1977-78 — «Рина»
- 1979 — Анхель Герра
- 1989 — «Карусель»
- 1998 — Живу ради Елены — Франсиско «Пако» Валенсуэла.
- 1999 — «Рождественская сказка»
- 2001-02 — Страсти по Саломее — адвокат Гильермо.

#### Фильмы
- 1966 — Я пойду по твоим стопам
- 1969 —
  - «Большое приключение»
  - Первое причастие
  - Приключения Хулиансито — Хулиансито (Приключения Тома Сойера по-мексикански, придуманные из жизни актёра Хулиана Браво).
- 1971 —
  - Весь горизонт, чтобы умереть
  - Няня с усами
- 1978 — «Вишнёвый сад» — Пако.
- 1979 — Золотой наруч — Сам Маккутчен.

### Испания

#### Телесериалы свыше 2-х сезонов
- 2001-н. в. — Расскажи мне (19 сезонов)

#### Фильмы
- 1979 — Гвиана: Преступление века — член Коммуны.